# Наполеон (стрип)
Наполеон је италијански стрип аутора Карла Амброзинија. Оригинални издавач био је Бонели а стрип је излазио двомесечно, са укупно 54 издања. Први број објављјен је септембра 1997.
Стрип је први пут објављен у Србији 1998. Од 2016. године десет бројева стрипа издао је „Весели четвртак“. Главни уредник „Веселог четвртка“ Душан Младеновић је образлажући одлуку о издавању стрипа рекао: ...Још један Бонелијев стрип који је најуметничкији, најавангарднији и најауторскији стрип-серијал који долази из матичне куће Мартија Мистерије и Дилана Дога и верујемо да ће нови читаоци бити одушевљени.
Прича стрипа прати меланхоличног хотелијера Наполеона. Он је радио као полицајац у Етиопији, коју напушта након револуције, сели се у Женеву где поред регуларног посла у хотелу повремено помаже локалним истражитељима. Њему се константно привиђају три имагинарна лика, манифестације подсвести, са којима води конверзације. Атмосфера причe је на граници сна и јаве.
Наполеон важи за алтернативни стрип главног тока. Серијал је прожет поетским и филозофским мотивима.

## Објављено у Србији
Весели четвртак
1. Стаклено око[5]
2. Безимени коњаник[5]
3. Луди Баракан[5]
4. Прича о Алегри[5]
5. Јесења прича[5]
6. Косово пророчанство[5]
7. Глинено благо[5]
8. Господар сенки[5]
9. Гуштер и змија[5]
10. Ситни криминалци[5]